# Werbkowice (gmina)
Pour les articles homonymes, voir Werbkowice.
Werbkowice est une gmina rurale (gmina wiejska) du powiat de Hrubieszów, dans la Voïvodie de Lublin, dans l'est de la Pologne..
Son siège administratif (chef-lieu) est le village de Werbkowice, qui se situe environ 11 kilomètres au sud-ouest de Hrubieszów (siège du powiat) et 102 kilomètres au sud-est de la capitale régionale Lublin (capitale de la voïvodie).
La gmina couvre une superficie de 188,26 km2 pour une population de 10 111 habitants en 2006.

## Histoire
De 1975 à 1998, la gmina est attachée administrativement à la voïvodie de Zamość.

Depuis 1999, elle fait partie de la voïvodie de Lublin.

## Géographie
La gmina inclut les villages et localités de :

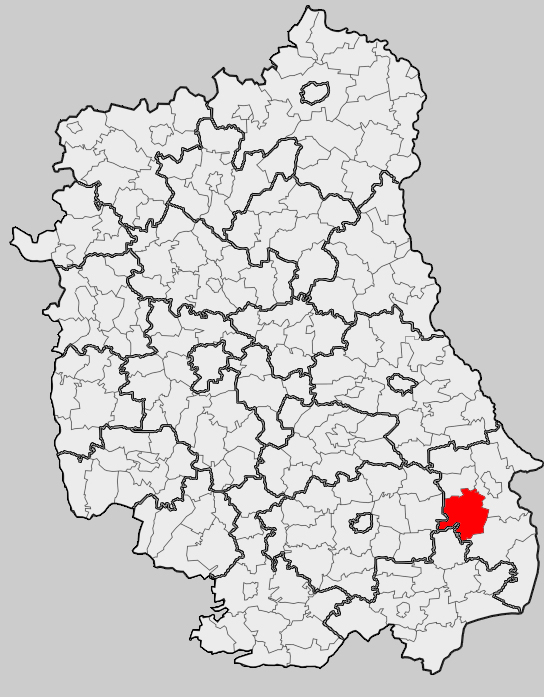
Position de la gmina dans la voïvodie

- Adelina
- Alojzów
- Dobromierzyce
- Gozdów
- Honiatycze
- Honiatycze-Kolonia
- Honiatyczki
- Hostynne
- Hostynne-Kolonia
- Konopne
- Kotorów
- Łotów
- Łysa Góra
- Malice
- Peresołowice
- Podhorce
- Sahryń
- Sahryń-Kolonia
- Strzyżowiec
- Terebiń
- Terebiniec
- Turkowice
- Werbkowice
- Wilków
- Wronowice
- Zagajnik

### Gminy voisines
La gmina de Werbkowice est voisine des gminy suivantes :
- Hrubieszów
- Miączyn
- Mircze
- Trzeszczany
- Tyszowce

## Structure du terrain
D'après les données de 2002, la superficie de la commune de Werbkowice est de 188,26 kilomètres carrés, répartis comme telle :
- terres agricoles : 83 %
- forêts : 7 %

La commune représente 14,83 % de la superficie du powiat.

## Démographie
Données du 30 juin 2004:
| Description        | Total  | Total | Femmes | Femmes | Hommes | Hommes |
| ------------------ | ------ | ----- | ------ | ------ | ------ | ------ |
| Unité              | Nombre | %     | Nombre | %      | Nombre | %      |
| Population         | 10 731 | 100   | 5 436  | 50,66  | 5 295  | 49,34  |
| Densité (hab./km²) | 54,2   | 54,2  | 27,2   | 27,2   | 27     | 27     |